# Trichomycterus cachiraensis
Trichomycterus cachiraensis är en fiskart som beskrevs av Ardila Rodríguez 2008. Trichomycterus cachiraensis ingår i släktet Trichomycterus och familjen Trichomycteridae. Inga underarter finns listade i Catalogue of Life.